# 7 Khoon Maaf
7 Khoon Maaf (en español: 7 Asesinatos Perdonados), pronunciado Saat Khoon Maaf, es una película de comedia negra hindú, estrenada en 2011 y dirigida, coescrita y coproducida por Vishal Bhardwaj. Está protagonizada por Priyanka Chopra, acompañada por Naseeruddin Shah, Irrfan Khan, Annu Kapoor, Neil Nitin Mukesh, John Abraham, Aleksandr Dyachenko, Vivaan Shah y Usha Uthup. El filme se centra en la mujer fatal anglo-india Susanna Anna-Marie Johannes que asesina a sus siete maridos mientras busca el amor.
7 Khoon Maaf está basada en el cuento Susanna's Seven Husbands (en español: Los siete maridos de Susanna) de Ruskin Bond. Cuando Bhardwaj vio la posibilidad de un guion en el cuento, le preguntó a Bond sobre la idea de hacer una película. Bond expandió su cuento a una novela de 80 páginas, y más tarde a un guion completo.
En febrero de 2011 el 61.er Festival Internacional de Cine de Berlín proyectó por primera vez 7 Khoon Maaf, que ganó varios premios, particularmente para Chopra. La película se estrenó en la India el 18 de febrero de 2011 con críticas generalmente positivas, que alabaron la actuación de Chopra. En los 57.os Premios Filmfare, 7 Khoon Maaf recibió tres nominaciones y ganó dos premios: el Premio de los Críticos a la Mejor Actriz, para Chopra, y la Mejor Cantante Femenina de Playback por la canción «Darling», de Uthup y Rekha Bhardwaj. A pesar de la buena acogida de los críticos, 7 Khoon Maaf no tuvo mucho éxito en la taquilla.

## Argumento
7 Khoon Maaf cuenta la historia de una mujer anglo-india, Susanna Anna-Marie Johannes (Priyanka Chopra), que asesina a todos sus maridos mientras busca el amor. Los asesinatos y su búsqueda del amor se explican por la pérdida de su madre a una edad temprana. La historia está narrada por un joven patólogo forense, Arun (Vivaan Shah), a su mujer (Konkona Sen Sharma). Arun ha observado a Susanna desde su nacimiento, y está secretamente enamorado de ella; además, le debe la vida: Susanna pagó su educación. Arun le cuenta a su mujer que Susanna se ha suicidado, tras dejarle una nota felicitándole por su matrimonio. El doctor debe confirmar que el cuerpo encontrado es el de Susanna, Arun es incapaz de superar la tristeza producida por su muerte y abre su corazón a su mujer.
El primer marido de Susanna, Edwin Rodrigues (Neil Nitin Mukesh), es mayor del ejército, autoritario, celoso y posesivo. Debido a su condición de lisiado, no se puede creer que una mujer hermosa como Susanna le pueda ser fiel. No está seguro de su potencia sexual y descarga su ira en su mujer. Aunque Susanna resiste su crueldad, no puede perdonarlo por dejar ciego a su mozo de cuadra (Shashi Malviya) con un látigo durante una pelea. Edwin es eliminado durante un viaje para cazar panteras con la ayuda de la fiel criada de Susanna (Usha Uthup), su mayordomo (Harish Khanna) y el mozo de cuadra. El segundo marido de Susanna, Jamshed Singh Rathod (John Abraham), que se cambia el nombre a Jimmy Stetson tras el matrimonio, es un cantante cuyo defecto es el orgullo. El matrimonio empieza bien, pero Jimmy consigue éxito y abusa de su nueva fama: roba canciones, coquetea con otras mujeres y se vuelve adicto a las drogas. Susanna intenta alejarlo de la adicción, pero él continúa en secreto. Susanna se rinde y hace que muera de una sobredosis de heroína.
El tercer marido de Susanna, Wasiullah Khan (Irrfan Khan) es poeta de día y sadomasoquista de noche. Susanna intenta cubrir sus heridas con maquillaje, pero sus sirvientes no pueden aguantar verla maltratada y le aconsejan que se deshaga de él, lo cual consigue enterrándolo vivo en una tumba en Cachemira. Su cuarto marido, Nicolai Vronsky (Aleksandr Dyachenko) es un espía ruso que lleva una doble vida. Cuando Susanna descubre que tiene otra mujer e hijos, lo mata mediante sus serpientes mascota. Tras la muerte de Vronsky, Susanna ya no tiene reparos en eliminar a cualquier hombre que no le gusta. Su quinto marido, Keemat Lal (Annu Kapoor) es un inspector de policía que la protegió en dos investigaciones por asesinato a cambio de casarse con ella. Tiene un voraz apetito sexual y, una noche, Susanna pone una sobredosis de Viagra en la bebida de Lal.
Modhusudhon Tarafdar (Naseeruddin Shah) es un doctor bengalí que salva a Susanna de un intento de suicidio (al enterarse del matrimonio de Arun) y la obliga a llevar una dieta a base de setas. Aunque ella no quiere casarse con él, Tarafdar la convence de que será la única heredera de sus propiedades. Sin embargo, el doctor está en bancarrota, e intenta envenenar a Susanna con sopa de setas varios años después para conseguir la herencia. Su mayordomo lo bebe por accidente y muere; Susanna, en estado de shock, dispara a Tarafdar. Aquella noche, Susanna prende su casa en llamas en otro intento de suicidio, y su criada la intenta rescatar pero muere en el intento. En el laboratorio forense, Arun descubre que el cuerpo no es el de Susanna, sin embargo, declara que está muerta en sus informes. Va a buscarla y, cuando la encuentra, Susanna le cuenta que se va a casar al día siguiente con alguien que la acepta aunque conoce todos sus pecados. En una epifanía, ella imagina a Jesucristo como su séptimo marido; antes de morir, se convierte en monja y encuentra el amor que había estado buscando toda su vida. Arun y su mujer vuelven a casa cuando él le cuenta que Susanna está muerta.

## Reparto
- Priyanka Chopra como Susanna Anna-Marie Johannes (también conocida como Saheb, Suzi, Sultana, Anna y Sunaina).
- Neil Nitin Mukesh como el mayor Edwin Rodriques (primer marido).
- John Abraham como Jamshed Singh Rathod-Jimmy Stetson (segundo marido).
- Irrfan Khan como Wasiullah Khan (también conocido como Musafir) (tercer marido).
- Aleksandr Dyachenko como Nicolai Vronsky (cuarto marido).
- Annu Kapoor como el Inspector Keemat Lal (quinto marido).
- Naseeruddin Shah como Dr. Modhusudhon Tarafdar (también conocido como Modhu Daa) (sexto marido).
- Vivaan Shah como Arun Kumar.
- Usha Uthup como Maggie Aunty (sirvienta).
- Harish Khanna como Galib Khan (mayordomo).
- Shashi Malviya como Goonga Chacha (mozo de cuadra).
- Konkona Sen Sharma como Nandini, la mujer de Arun (cameo).
- Ruskin Bond como hombre en el bar (cameo).
- Radhika Arora como amigo de Nandini (cameo).

## Producción

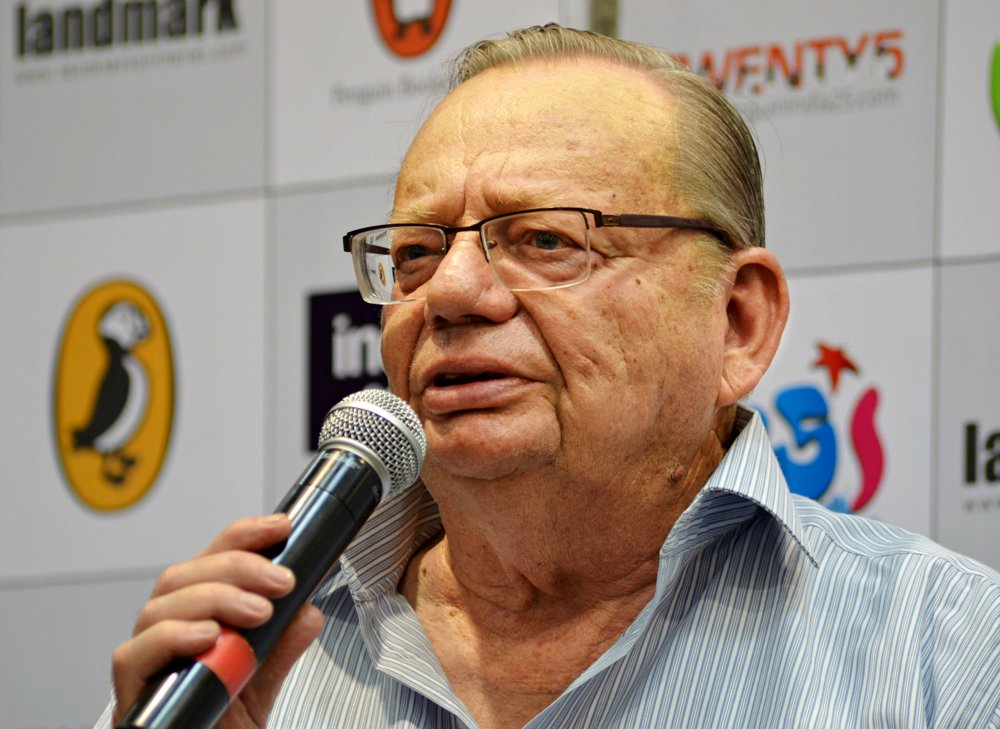
Ruskin Bond, en cuyo cuento Susanna's Seven Husbands está basada la película.

Tras convertir la novela The Blue Umbrella de Ruskin Bond en una película, Vishal Bhardwaj adaptó el cuento de Bond Susanna's Seven Husbands. El director estaba intrigado por el título de la historia, y pensó que tenía potencial para una novela y para una película. Vishal dijo: «Me pregunté a mí mismo que por qué una mujer tendría siete maridos, ¡y entonces me enteré de que además los mata! Me quedé enganchado. Me recordaba a una película muy antigua, Bluebeard's Seven Wives». Bhardwaj conservó el tema de Bond, pero incorporó sus propios elementos para hacer la película una comedia negra. Dijo: «Previamente me había tomado libertades con Shakespeare. Naturalmente, cuando adaptas una historia, tu visión también es importante. Pero me he mantenido honesto a su esencia». Incluyó a Keemat Lal (que hace de agente de policía en todas las historias de Bond), a pesar de que el personaje no está en la historia original. Bhardwaj decidió incluirlo como homenaje a Bond, explicando que se tomó libertades con los nombres y rasgos de los personajes. Bond dijo que cuando Bhardwaj decidió adaptar la historia para la gran pantalla, la expandió a una novela de 70 u 80 páginas. Bond también tuvo que idear los métodos de matar a los maridos, lo que le supuso un reto: «El reto era idear siete formas ingeniosas de matar a sus maridos sin resultar sospechosa. Y lo hace con éxito hasta el final».
Bhardwaj tuvo en mente a Priyanka Chopra para el papel de Susanna desde que trabajaron juntos en Kaminay. Dijo que Chopra «es la mejor actriz de su generación ahora mismo... Como director confiaba tanto en ella que sentía que nadie más podía interpretar este papel tan magníficamente como ella». Mohanlal había sido elegido como uno de los maridos de Susanna; sin embargo, abandonó el proyecto para concentrarse en películas malayalam. El actor fue reemplazado por Annu Kapoor en el papel del inspector Keemat Lal. Los directores Karan Johar e Imtiaz Ali recibieron propuestas para interpretar a dos de los maridos, pero rechazaron la oferta.

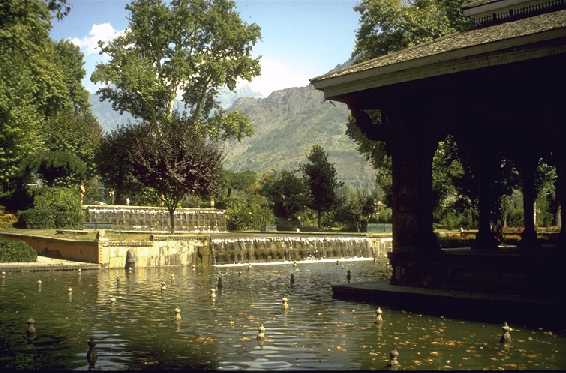
Jardines Shalimar, donde se rodó parte de la película.

Durante producción, la película sufrió dos cambios de nombre. Inicialmente el proyecto iba a llamarse Seven, que se convirtió en Ek Bataa Saat y finalmente en 7 Khoon Maaf. En la película, el personaje de Chopra va de los 20 a los 65 años, y para que aparentase diferentes edades se utilizó maquillaje protésico. Bhardwaj contrató al artista de efectos especiales de maquillaje de Hollywood Greg Cannom, que se encargó del maquillaje en la película de 2008 El curioso caso de Benjamin Button, para crear siete aspectos diferentes para el personaje. El periodo más difícil para Chopra fue el de la mujer de 65 años. La actriz dijo: «el maquillaje protésico fue muy importante pero estoy contenta de haberme presionado ya que el resultado es realmente genial. Tuve que tener mucho cuidado de no hacer cosas que pudieran dañar el maquillaje». Para hacer que Chopra pareciera auténtica, el equipo de maquillaje usó fotos de su madre y de su abuela para crear su look.
El rodaje comenzó en marzo de 2010 con Chopra e Irrfan Khan en Cachemira. Algunos lugares donde se rodó fueron Shalimar Bagh y el lago Dal en Srinagar. El reparto y el equipo fueron protegidos por agentes del Central Reserve Police Force (CRPF) y de la Policía de Jammu y Cachemira, debido a la presencia de aficionados y turistas. La película también fue rodada en Gulmarg, Delhi, Coorg, Puducherry, Bombai, Hyderabad y Rusia. Durante el rodaje a Chopra se le prohibió comer y beber mientras llevase el maquillaje protésico, que tardaba cinco horas en aplicarse.

## Banda sonora
Vishal Bhardwaj compuso la banda sonora mientras que Gulzar escribió las letras. Fue lanzada digitalmente en Ovi (Nokia) el 21 de enero de 2011 y en CD el 24 de enero de 2011. El tema «Darling» está basada en la canción rusa tradicional «Kalinka» y contiene varias palabras rusas (uno de los maridos de Susanna era ruso). «Tere Liye», cantada por Suresh Wadkar, no fue usada en la película.
| Lista de canciones |                      |                                                                 |          |  |
| N.º                | Título               | Cantante(s)                                                     | Duración |  |
| 1.                 | «Darling»            | Usha Uthup, Rekha Bhardwaj                                      | 3:27     |  |
| 2.                 | «Bekaraan»           | Vishal Bhardwaj                                                 | 6:25     |  |
| 3.                 | «O' Mama»            | KK, Clinton Cerejo                                              | 4:53     |  |
| 4.                 | «Awaara»             | Master Saleem                                                   | 5:31     |  |
| 5.                 | «Tere Liye»          | Suresh Wadkar                                                   | 5:42     |  |
| 6.                 | «Dil Dil Hai»        | Suraj Jagan                                                     | 3:06     |  |
| 7.                 | «Yeshu»              | Rekha Bhardwaj                                                  | 6:26     |  |
| 8.                 | «Doosri Darling»     | Usha Uthup, Rekha Bhardwaj, Clinton Cerejo, Francois Castellino | 3:04     |  |
| 9.                 | «O' Mama (acústico)» | KK                                                              | 1:50     |  |

La banda sonora recibió críticas generalmente positivas. El Indo-Asian News Service le dio al álbum 3.5 estrellas sobre 5: «Bhardwaj ha compuesto un álbum maravilloso que no es un clon de su trabajo anterior. Rezuma frescura y vale la pena escucharlo. Sin embargo, las canciones no habrían llegado al cenit sin las encantadoras letras de Gulzar. El equipo lo ha hecho de nuevo». Bollywood Hungama lo calificó con una puntuación de 3 sobre 5: «7 Khoon Maaf es un buen álbum con un par de éxitos definitivos, un par de canciones que se pueden saltar y el resto tiene potencial para crecer». The Hindustan Times mencionó que la banda sonora lleva al oyente por una variedad de estados de ánimo: «Bhardwaj definitivamente ha tenido éxito al incorporar nuevos sonidos a su catálogo. Continúa evitando la monotonía de Bollywood con esta banda sonora [...] un esfuerzo innovativo».

## Marketing y estreno

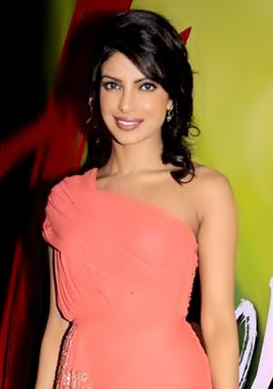
Chopra en el lanzamiento de la banda sonora de la película.

El preestreno y avance de la película fueron lanzados el 24 de diciembre de 2010 con una buena acogida de los críticos, que alabaron la presentación y los diálogos de Chopra, particularmente: «duniya ki haar biwi ne kabhie na kabhie toh yeh zarur sochega, ki main apne pati se hamesha hamesha ke liye chutkara kaise paun» («Todas las mujeres del mundo entero han tenido que pensar alguna vez en su vida como deshacerse de su marido para siempre»). Tras el preestreno, Chopra promocionó el filme apareciendo con siete hombres, vestidos de novios, en el estudio de Radio Mirchi FM. La sucesión de matrimonios y funerales fue ilustrada en un evento promocional para la película, donde Chopra apareció como una novia católica con vestido de novia sujetando un buqué. Poco tiempo después, reapareció como una viuda de luto en los funerales de sus maridos.
Para hacer énfasis en el tema de la película, Chopra dio a los periodistas un paquete de prensa llamado «Siete formas de perder a tu enamorado» en una promoción el día de San Valentín. El paquete contenía una cuerda, una jeringa, un cuchillo, una botella de veneno, una bolsita de cianuro de potasio, un picahielos y un blíster de Viagra; todos los objetos estaban basados en las formas de matar de la película. En febrero de 2011, un libro llamado Susanna's Seven Husbands fue puesto a la venta por Penguin Books como edición de coleccionista que incluía la novela, el cuento y el guion de la película.
Se estrenó en el 61.er Festival Internacional de Cine de Berlín en la sección Panorama. En el Friedrichstadt Palace, un teatro de Berlín, unas 2500 personas vieron la película en la tarde final del festival, y le dieron al director, al reparto y a los miembros del equipo una ovación cuando salieron al escenario.
Originalmente, la fecha elegida para el estreno de 7 Khoon Maaf era el 21 de enero de 2011, pero fue retrasada para evitar conflictos con Dhobi Ghat, que, al igual que 7 Khoon Maaf, es una película de UTV. Se estrenó el 18 de febrero de 2011 en alrededor de 700 salas de la India.

## Recepción
7 Khoon Maaf fue alabada por los críticos, y, en especial, destacaron la actuación de Chopra. Aniruddha Guha del Daily News and Analysis le dio cuatro estrellas sobre cinco y escribió: «El filme te lleva en un viaje cinematográfico que quizás no puedas experimentar en una película india en mucho tiempo». Elogió la actuación de Chopra: «Priyanka Chopra interpreta a un personaje que la mayoría de sus contemporáneas rechazarían, y lo representa de una manera que solo ella puede. Para una mujer con tantos matices como Susanna, Chopra ha elegido el papel de su vida. Y Bhardwaj se asegura de que brille como nunca antes». El Indo-Asian News Service describió a la película como una «ganadora» de Vishal Bhardwaj y le dio cuatro estrellas de cinco: «Apunten un ganador absoluto para el equipo Vishal Bhardwaj-Priyanka Chopra. Ellos hacen una visión coherente de una crisis matrimonial inconcebible». Zee News también la puntuó con cuatro estrellas sobre cinco: «Vishal Bhardwaj lo ha hecho otra vez. El inconformista cineasta ha tejido magia de nuevo con su último éxito Saat Khoon Maaf, que presenta a Priyanka Chopra en un personaje nunca antes visto».
Nikhat Kazmi del The Times of India le dio a la película 3.5 sobre 5, y la describió como «seria, sensitiva y emotiva», «una nueva experiencia cinematográfica» y alabó la actuación de Chopra: «7 Khoon Maaf podría acabar sin duda alguna como un hito en la carrera de Priyanka Chopra. La actriz muestra un control exquisito sobre un personaje complejo que es definitivamente pionero en el cine indio». Mayank Shekhar del Hindustan Times le dio a 7 Khoon Maaf tres de cinco estrellas y mencionó que la película fue creada alrededor de fuertes y efectivas escenas sueltas. Taran Adarsh de Bollywood Hungama le dio tres estrellas y dijo que «7 Khoon Maaf es una película oscura que tiene sus cosas positivas y negativas. Sin embargo, el filme obtendrá diversas reacciones: a algunos les gustará mientras que otros la aborrecerán. La película atraerá más a los críticos y columnistas».
Sin embargo, también recibió críticas negativas. Pratim D. Gupta del Telegraph llamó a 7 Khoon Maaf «arriesgada pero demasiado indulgente» y dijo que Vishal Bhardwaj «cambió la economía por la aceptación del gran público». Sin embargo, Gupta alabó la dirección de fotografía y el final inesperado. Anupama Chopra de NDTV la puntuó con dos estrellas y media sobre cinco, calificándola como una «decepción» y diciendo que «la película tropieza y va a trompicones. La naturaleza episódica de la narración hace la trama predecible».
En taquilla, la película tuvo ventas pobres en la India (su estreno coincidió con la Copa Mundial de Críquet 2011). Recaudó 14 crore (2.4 millones de dólares) durante su primera semana, y 20 crore (3.4 millones de dólares) en total. Sin embargo, ganó otros 13 crore (2.2 millones de dólares) adicionales con las ventas de los derechos a televisión, de la banda sonora, y de vídeos a los hogares.

## Premios y nominaciones
| Premio                                             | Categoría                                 | Nominado                                               | Resultado |
| -------------------------------------------------- | ----------------------------------------- | ------------------------------------------------------ | --------- |
| 8th Apsara Film & Television Producers Guild Award | Mejor actriz protagonista                 | Priyanka Chopra                                        | Nominado  |
| 8th Apsara Film & Television Producers Guild Award | Mejor letra                               | Gulzar                                                 | Nominado  |
| 8th Apsara Film & Television Producers Guild Award | Mejor dirección de fotografía             | Ranjan Palit                                           | Ganador   |
| 8th Apsara Film & Television Producers Guild Award | Mejor director artístico                  | Subrata Chakraborty y Punita Grover                    | Ganador   |
| 8th Apsara Film & Television Producers Guild Award | Mejor diseño de vestuario                 | Payal Saluja                                           | Ganador   |
| 8th Apsara Film & Television Producers Guild Award | Mejor coreografía                         | Raju Sundaram                                          | Nominado  |
| BIG Star Entertainment Awards                      | Actriz de cine más entretenida            | Priyanka Chopra                                        | Nominado  |
| Cosmopolitan Fun Fearless Awards                   | Mejor actriz                              | Priyanka Chopra                                        | Ganador   |
| Dadasaheb Phalke Academy Awards                    | Memorable Performance Award               | Priyanka Chopra                                        | Ganador   |
| The Global Indian Film and TV Honours              | Mejor actriz (Popular)                    | Priyanka Chopra                                        | Nominado  |
| The Global Indian Film and TV Honours              | Mejor actriz (Jurado)                     | Priyanka Chopra                                        | Ganador   |
| The Global Indian Film and TV Honours              | Mejor cantante femenina de playback       | Rekha Bhardwaj y Usha Uthup (por la canción «Darling») | Nominado  |
| Filmfare Awards                                    | Mejor actriz                              | Priyanka Chopra                                        | Nominado  |
| Filmfare Awards                                    | Premio de los críticos a la mejor actriz  | Priyanka Chopra                                        | Ganador   |
| Filmfare Awards                                    | Mejor letrista                            | Gulzar (por la canción «Darling»)                      | Nominado  |
| Filmfare Awards                                    | Mejor cantante femenina de playback       | Rekha Bhardwaj y Usha Uthup (por la canción «Darling») | Ganador   |
| International Indian Film Academy Awards           | Mejor actriz                              | Priyanka Chopra                                        | Nominado  |
| International Indian Film Academy Awards           | Mejor representación de un papel negativo | Irrfan Khan                                            | Nominado  |
| International Indian Film Academy Awards           | Mejor director musical                    | Vishal Bhardwaj                                        | Nominado  |
| International Indian Film Academy Awards           | Mejor letra                               | Gulzar (por la canción «Darling»)                      | Nominado  |
| International Indian Film Academy Awards           | Mejor cantante femenina de playback       | Rekha Bhardwaj y Usha Uthup (por la canción «Darling») | Nominado  |
| Screen Awards                                      | Mejor actriz                              | Priyanka Chopra                                        | Nominado  |
| Screen Awards                                      | Mejor actor en un papel negativo          | Priyanka Chopra                                        | Ganador   |
| Screen Awards                                      | Mejor actor en un papel secundario        | Neil Nitin Mukesh                                      | Nominado  |
| Screen Awards                                      | Mejor cantante femenina de playback       | Usha Uthup (por la canción «Darling»)                  | Nominado  |
| Screen Awards                                      | Mejor coreografía                         | Sandeep Suparkar (por la canción «Darling»)            | Nominado  |
| Stardust Awards                                    | Estrella del año                          | Priyanka Chopra                                        | Nominado  |
| Stardust Awards                                    | Mejor actriz - Drama                      | Priyanka Chopra                                        | Nominado  |
| Zee Cine Awards                                    | Mejor actriz                              | Priyanka Chopra                                        | Nominado  |